# Belső faktor
A belső faktor (IF), kobalaminkötő belső faktor, más néven gyomor-belsőfaktor (GIF) a gyomor parietális sejtjei (emberben) vagy fősejtjei (rágcsálókban) által termelt glikoprotein. Fontos a B12-vitamin disztális ileumban történő abszorpciójához. A fehérjét a CBLIF gén kódolja. A haptokorrin (transzkobalamin I) a B12-vitaminhoz kötő, nyálmirigyek által elválasztott fehérje. A B12-vitamin savérzékeny, haptokorrinhoz kötve a savas gyomron biztonságban áthaladhat a duodenumba.
A kevésbé savas vékonybélben a hasnyálmirigyek lebontják a glikoprotein-szállítót, és a B12-vitamin a belső faktorhoz köthet. Ezt az új komplexet az ileum enterocitái felveszik. Itt a B12-vitamin ismét új fehérjéhez, a transzkobalamin II-höz köthet, ez az új komplex kiléphet az epitél sejtekből, és bekerülhet a májba.

## Szekréció helye
A belső faktort a gyomor parietális sejtjei választják el, így a gyomorsavban és a gyomornyálkahártyában is jelen van. Működésének optimális pH-ja körülbelül 7. Mennyisége nem függ össze a gyomorsavban lévő HCl vagy pepszin mennyiségével, vagyis a belső faktor jelen lehet akkor is, ha kevés a pepszin. Keletkezésének helye fajonként eltérhet. Disznókban például a gyomorkapuból és a duodenum elejéből nyerik ki, emberben viszont a gyomor fundusában és testében található.
A normál humán belső faktor csökkent mennyisége a normál hatékony B12-vitamin-felvételt a nominálisan megfelelő mintegy 2 μg-ra csökkenti étkezésenként.

## Hiánya
Az általában autoimmun betegségként jelentkező vészes vérszegénységben a belső faktor vagy a parietalis sejtek ellen irányuló autoantitestek belsőfaktor-hiányt, B12-vitamin-felvételi zavarokat és megaloblasztos anémiát okoznak. Az atrófiás gasztritisz is belsőfaktor-hiányt és anémiát okoz a parietális sejtek sérülése miatt. Az exokrin hasnyálmirigy-elégtelenség a B12-vitamin kötő fehérjéiről való vékonybéli normál disszociációjában okoz zavarokat, megakadályozva a belsőfaktor-komplex általi abszorpcióját. További kockázati tényezők a parietális sejtek egy részét károsító vagy eltávolító műveletek, például a gyomortumorok, -fekélyek vagy a túlzott alkoholfogyasztás.
A GIF gén mutációi ritka örökletes betegséget okoznak, ez a belsőfaktor-elégtelenség, ez csökkent B12-vitamin-abszorpciót okoz.

### Kezelés
A legtöbb országban intramuszkuláris B12-vitamin-injekciókat használnak vészes vérszegénység kezelésére. A szájon át bevitt B12-vitamin bár belső faktor nélkül is hasznosul, de csak a belső faktorral hasznosuló mennyiség kevesebb mint 1%-ában. Alacsony hasznosulása ellenére a szájon át bevitt B12-vitamin is csökkenti a vészes vérszegénység tüneteit.
A B12-vitamin szublinguálisan is bevihető, de nincs bizonyíték arra, hogy ez a szájon át bevittnél jobban hasznosul, és csak Kanadában és Svédországban visznek így be B12-vitamint.
Mivel a B12-vitamin-abszorpció több lépéses folyamat, melyben részt vesz a gyomor, a hasnyálmirigy és a vékonybél, továbbá két hordozó, a haptokorrin és a belső faktor mediálja, és mivel a haptokorrin a B12-vitaminhoz köt, és a B12-vitamin savérzékeny, a haptokorrinhoz kötött B12-vitamin nem bomlik le, mielőtt a duodenumhoz ér, ha elég időt tölt a szájban.

## Fordítás
Ez a szócikk részben vagy egészben  az   Intrinsic factor című angol Wikipédia-szócikk ezen változatának fordításán alapul.  Az eredeti cikk szerkesztőit annak laptörténete sorolja fel. Ez a jelzés csupán a megfogalmazás eredetét és a szerzői jogokat jelzi, nem szolgál a cikkben szereplő információk forrásmegjelöléseként.